# 芹田 (長野市)
芹田（せりた）は、長野市中南部の地域。本項ではかつて概ね同地域に所在した上水内郡芹田村（せりたむら）についても述べる。ただし、旧・芹田村のうち中御所は第五地区、鶴賀居町は第三地区が管轄するため、両者の区域は若干異なる。信州大学工学部キャンパスや、長野オリンピックの会場となったビッグハットが位置する。地域の北西端に長野駅があり、その立地からベッドタウンとして発展した。
村名「芹田」の由来は現同地区のかつての郷名「芹田郷」から来ている。平安時代の『和名類聚抄』（931年～938年）に芹田郷が記載されている。

## 地理

### 河川
- 犀川

### 人口
以下は『長野市誌 第8巻』による。もともと長野市近郊農村であった芹田地区は1888年（明治21年）の長野駅設置を機に関係者が住むようになり、人口が増え始めた。1923年（大正12年）長野市に合併してからさらに増加が促進。昭和初期には人口1万人に達している。高度経済成長期だった1960年～1965年あたりでは商工業・建築業・製造業・官庁などの進出と相まって、道路整備や住宅などの建築が進み、人口も2万人に達した。また、現在も衰退しておらず1990年頃から同水準を保っている。
- 1889年　4968人
- 1900年　6033人
- 1905年　7733人
- 1920年　7767人
- 1925年　9481人
- 1930年 11743人
- 1935年 13680人
- 1947年 13401人
- 1950年 14975人
- 1955年 16038人
- 1960年 18740人
- 1965年 21477人
- 1970年 23746人
- 1975年 24071人
- 1980年 25553人

以降は市の推計人口による。各年10月1日の数字。
- 1985年 25965人
- 1990年 27210人
- 1995年 27585人
- 2000年 27039人
- 2005年 27050人
- 2010年 26486人
- 2015年 26914人
- 2020年 27018人

| \| 1950年（昭和25年） \| 14,975人 \| \| \| 1960年（昭和35年） \| 18,740人 \| \| \| 1970年（昭和45年） \| 23,746人 \| \| \| 1980年（昭和55年） \| 25,553人 \| \| \| 1990年（平成2年） \| 27,210人 \| \| \| 2000年（平成12年） \| 27,039人 \| \| \| 2010年（平成22年） \| 26,486人 \| \| \| 2020年（令和2年） \| 27,018人 \| \| |          |  |
| 長野市 |          |  |
| 1950年（昭和25年） | 14,975人 |  |
| 1960年（昭和35年） | 18,740人 |  |
| 1970年（昭和45年） | 23,746人 |  |
| 1980年（昭和55年） | 25,553人 |  |
| 1990年（平成2年） | 27,210人 |  |
| 2000年（平成12年） | 27,039人 |  |
| 2010年（平成22年） | 26,486人 |  |
| 2020年（令和2年） | 27,018人 |  |

## 歴史
- 1873年（明治6年） - 更級郡川合新田村の所属郡が水内郡に変更。
- 1875年（明治8年）11月 - 水内郡南俣村・千田村が合併して稲葉村となる。
- 1876年（明治9年）5月30日 - 水内郡権堂村・問御所村・七瀬村が合併して鶴賀村、市村・荒木村が合併して若里村となる。
- 1879年（明治12年）1月4日 - 郡区町村編制法の施行により、各村が上水内郡の所属となる。
- 1885年（明治18年）2月19日 - 上水内郡鶴賀村が改称して鶴賀町となる。
- 1889年（明治22年）4月1日 - 町村制の施行により、上水内郡稲葉村・若里村・中御所村・栗田村・川合新田村および鶴賀町の一部（七瀬・権堂のうち居町）の区域をもって芹田村が発足。
- 1923年（大正12年）7月1日 - 芹田村が長野市に編入。同日芹田村廃止。大字稲葉・若里・中御所・栗田・川合新田および鶴賀の一部となる。

## 大字・町丁
- 稲葉
- 川合新田
- 栗田
- 若里
- 若里一 - 七丁目
- 鶴賀の一部（七瀬・七瀬南部・七瀬中町）
- アークス

## 交通

### 鉄道
- 東日本旅客鉄道
  - 北陸新幹線
  - 信越本線
  - しなの鉄道
    - 長野駅

### 道路
- 国道18号（長野バイパス）
- 国道117号
- 長野県道34号長野菅平線
- 長野県道58号長野須坂インター線
- 長野県道372号三才大豆島中御所線
- 五輪大橋有料道路